# Ophthalmotilapia boops
Ophthalmotilapia boops es una especie de peces de la familia Cichlidae en el orden de los Perciformes.

## Morfología
Los machos pueden llegar alcanzar los 15 cm de longitud total.

## Alimentación
Come plancton.

## Hábitat
Es una especie de clima tropical que vive entre 22 °C-26 °C de temperatura.

## Distribución geográfica
Se encuentran en África: costa meridional  tanzana del lago Tanganika.